# Матильдзін (Куявсько-Поморське воєводство)
Матильдзін (пол. Matyldzin) — село в Польщі, у гміні Мроча Накельського повіту Куявсько-Поморського воєводства.
Населення — 283 особи (2011).
У 1975-1998 роках село належало до Бидгощського воєводства.

## Демографія
Демографічна структура станом на 31 березня 2011 року:
|          | Загалом | Допрацездатний вік | Працездатний вік | Постпрацездатний вік |
| -------- | ------- | ------------------ | ---------------- | -------------------- |
| Чоловіки | 147     | 25                 | 97               | 25                   |
| Жінки    | 136     | 30                 | 79               | 27                   |
| Разом    | 283     | 55                 | 176              | 52                   |